# Hematemeza
Hematemeza je naziv za povraćanje krvi. Razlikujemo povraćenu krv koja može biti crvena (svježa) ili tamna (zbog kiseline u želucu, hemoglobin prelazi u hematin). Hematemeza se smatra hitnim stanjem, jer veći gubitak krvi može izazvati stanje šoka, te zahtjeva hitno liječenje.
Neke od bolesti koje mogu biti uzrok povraćanja krvi:
- erozije sluznice želuca
- krvarenje iz rupturiranih vena jednjaka
- krvarenje iz ulkusa želuca ili dvanaesnika
- zloćudni tumor želuca ili jednjaka
- povraćanje progutane krvi (npr. posljedica epistakse)
- Mallory-Weiss sindrom

|  | Molimo pročitajte upozorenje o korištenju medicinskih informacija. Ne provodite liječenje bez savjetovanja s liječnikom! |